# Mezinárodní asociace pro výzkum včel
Mezinárodní asociace pro výzkum včel (International Bee Research Association, zkratka IBRA) je charitativní organizace se sídlem ve Spojeném království, která existuje za účelem propagace hodnoty včel a poskytování informací o včelařství a včelařství po celém světě. Byla založena v roce 1949 jako Bee Research Association. Pravidelně vydává dva časopisy: Bee World a Journal of Apicultural Research.
Organizace je historicky spojená s osobou bratra Adama (vl. jménem Karl Kehrle), jenž byl benediktinský mnich, včelař, vedoucí včelařského oddělení v Buckfast Abbey, autorita v chovu včelích matek a tvůrce plemene včely medonosné buckfastské. Karl Kehrle byl v roce 1964 zvolen členem představenstva Asociace pro výzkum včel, z níž se později stala Mezinárodní asociace pro výzkum včel (IBRA).